# Nuevo Córdoba
Nuevo Córdoba är en ort i Mexiko.   Den ligger i kommunen Uxpanapa och delstaten Veracruz, i den sydöstra delen av landet, 600 km öster om huvudstaden Mexico City. Nuevo Córdoba ligger 78 meter över havet och antalet invånare är 118.
Terrängen runt Nuevo Córdoba är kuperad åt nordost, men åt sydväst är den platt. Runt Nuevo Córdoba är det mycket glesbefolkat, med 5 invånare per kvadratkilometer. Närmaste större samhälle är San Francisco la Paz, 9,4 km söder om Nuevo Córdoba. I omgivningarna runt Nuevo Córdoba växer i huvudsak städsegrön lövskog.